# Barkhuggspindel
Barkhuggspindel (Haplodrassus cognatus) är en spindelart som först beskrevs av Westring 1861.  Barkhuggspindel ingår i släktet Haplodrassus och familjen plattbuksspindlar. Arten är reproducerande i Sverige. Utöver nominatformen finns också underarten H. c. ermolajewi.